# Armeria alliacea
Armérie alliacée
Espèce
L'Armérie alliacée (Armeria alliacea) est une espèce de plantes de la famille des Plumbaginacées.